# História da psiquiatria
A história da psiquiatria provavelmente ter-se-á iniciado ao mesmo tempo que a história da própria medicina.

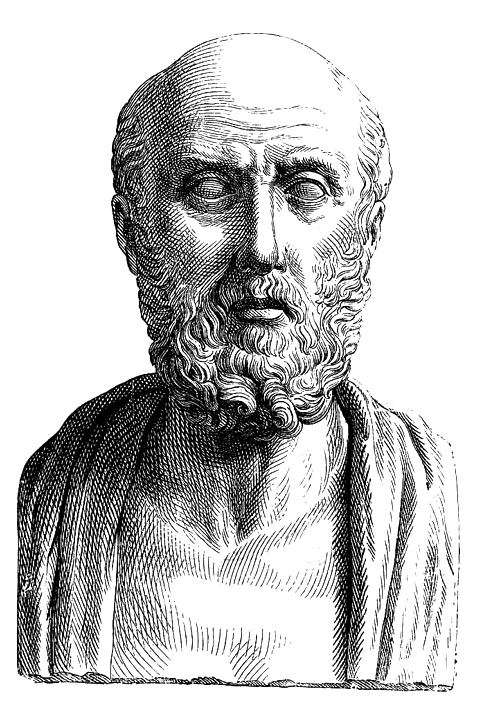
Hipócrates

## Antiguidade
Antes da cultura grega, toda a medicina física e psíquica do homem primitivo se apoiava em conceções de natureza mágica e intuitiva, constituindo assim atividade de sacerdotes e feiticeiros. Entretanto, no antigo Egito já existiam médicos cirurgiões que operavam o cérebro e na antiga China, 30 séculos antes da Era Cristã, já existiam alguns conhecimentos de farmacologia e farmacoterapia.
Em 1 Samuel da Bíblia, Saul, primeiro rei de Israel, sofria de estados depressivos, que atribuía ao fato de se encontrar possesso de um espírito maligno. Para combater essas crises, Saul pedia a David, seu sucessor, que lhe tocasse a harpa.
Hipócrates(460-377 a.C.) acreditava que a epilepsia (Mal Sagrado) era uma enfermidade natural com origem no cérebro e que a maioria das doenças resultava de transtornos de humores. Um dos seus grandes méritos foi advogar a origem natural de todas as doenças e pôr em causa a conceção sobrenatural das doenças psíquicas. Hipócrates também classificou os tipos constitucionais humanos em quatro grande categorias: sanguíneos, melancólicos, coléricos e fleumáticos. Essa classificação se dava de acordo com o predomínio ou deficiência dos quatro humores existentes no organismo: sangue, linfa, bilis e fleuma. Hipócrates também criou aforismas (conceitos clínicos) referentes ao delírio ("o delírio risonho não é tão perigoso quanto o meditabundo") e a três tipos de doenças mentais: a frenite (transtorno mental acompanhado de febre); a Mania (transtorno mental crônico, sem agitação ou febre) e a melancolia (transtorno mental crônico, sem agitação nem febre). A escola hipocrática considerava as doenças como "reações de adaptação" do organismo.
Asclepíades de Bitínia foi um médico grego que se destacou no campo da medicina mental. Viveu no século anterior a Cristo e era adepto do Atomismo (teoria que interpreta os diversos fenômenos psicológicos como combinações de elementos simples ou "átomos"). Asclepíades defendia que a alma não tinha localização (era o resultado da concentração de funções perceptivas) e de que as doenças mentais apareciam como consequência de alterações das paixões.
Galeno, no início da era cristã, defendeu que o sistema nervoso era o centro da sensação, motilidade e funções mentais e que os transtornos psíquicos tinham uma origem cerebral. Galeno foi ainda o primeiro autor a afirmar que a "histeria" não deveria ser considerada uma doença exclusiva da mulher.
Erasístrato (355-280 a.C.), designado o pai da fisiologia e seu contemporâneo Herófilo (310-250 a.C.), considerado pai da anatomia dedicaram-se ao estudo dos nervos sensitivos e motores e produziram considerações importantes sobre os ventrículos cerebrais. Aurélio Cornélio Celso (25 a.C - 50 d.C) designou as doenças psíquicas por "insânias".

## A psiquiatria e a Filosofia Grega

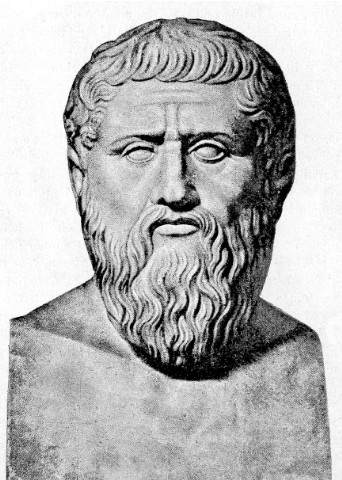
Platão

Aristóteles (384-322 a.C) pode ser considerado o verdadeiro pai da psicologia. Estudou as sensações e a inteligência, fez considerações sobre a imaginação, os juízos, o raciocínio e a memória e emitiu a opinião de que as operações psíquicas constituíam funções dos órgãos materiais. Defendia a "metodologia da razão" e fundou a "escola peripatética" que pode ser considerada uma das precursoras da psicoterapia e da psicopedagogia.
Sócrates foi o primeiro a defender a supremacia da faculdade do "pensamento", que considerava a melhor via para se chegar ao "conhecimento de si próprio". Durante o período socrático, a filosofia transformou-se numa verdadeira antropologia (Nosce te ipsum, de Sócrates).
Platão (427-347 a.C.) foi quem definiu o mundo das "ideias", conceito dualista que dominou toda a filosofia do Ocidente. Com Platão e Aristóteles, a filosofia entra no período "sistemático", com a elaboração de conceitos (Teoria das Ideias, de Platão), por meio dos quais se pode chegar até as leis de associação (lógica formal de Aristóteles) e à definição do corpo científico do que viria a constituir mais tarde a ciência da psicologia.
Devem-se à filosofia e cultura gregas muitos dos principais conhecimentos sobre a natureza dos fenômenos psicológicos. Daí a razão para muitas das designações e terminologia universalmente usadas em psiquiatria, tais como esquizofrenia, paranoia, oligofrenia. Daí também a razão pela qual a Psicanálise buscou muitos dos seus conceitos à civilização helênica, como por exemplo o Complexo de Édipo.
Nos próximos séculos, porém, a psiquiatria novamente deixou-se influenciar por conceitos teológicos revestindo-se novamente de caráter místico.

## A difusão do Cristianismo e a Psiquiatria
Conforme o cristianismo difundia-se, paralelamente ampliava-se a superstição de que a doença psíquica representava manifestação da ira divina.
Santo Agostinho de Hipona (354-430) dedicou-se a observação dos fenômenos da memória e da consciência. Entretanto, sua religiosidade não permitia que suas observações contrariassem a conceção sobrenatural das doenças psíquicas. Ele acreditava que o homem mantinha, desde o nascimento, uma "inclinação original para o pecado e para a concupiscência por um desejo de posse e de gozo". Esta observação influenciou a psicanálise e a própria fenomenologia.
Na Idade Média as doenças mentais voltam ao reino do sobrenatural e as terapêuticas consistem novamente em esconjuros e exorcismos para livrar o corpo dos espíritos malignos. Um exemplo é o Malleus Maleficarum (O Martelo das Bruxas) é um livro escrito por dois padres dominicanos (Heinrich Kraemer e James Sprenger, de 1484, em que se descreve a influência do demônio nas feiticeiras (através do desejo carnal), a forma de identificar a feitiçaria e o modo como as feiticeiras deveriam ser julgadas e punidas.
Contrariando esta superstição que dominava a época, surge na Europa no fim do primeiro milênio os primeiros "asilos" ou hospitais para doentes mentais. Os primeiros foram a colônia de Geel na Bélgica (850) e o Bethlem Royal Hospital em Londres. Infelizmente o conceito degradou-se de forma progressiva e os doentes mentais, os pobres e os abandonados pelas famílias eram recolhidos em Hospícios, instituições caridosas que eram um misto de casas de assistência e reclusão. Ali viviam também delinquentes e todos eram submetidos às mesmas normas de vigilância e repressão: grilhetas nos pés, açoites, privação alimentar.

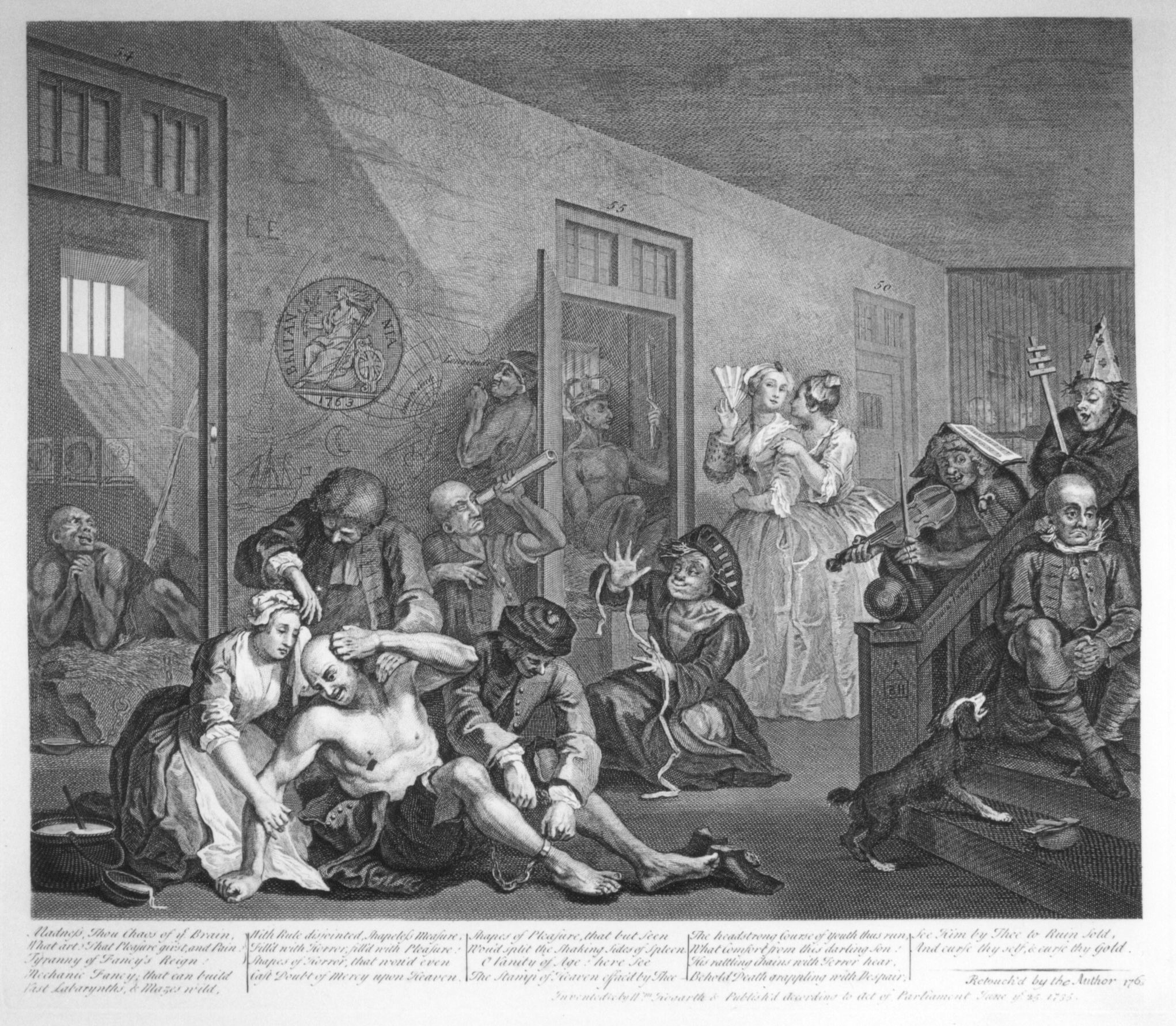
Cena do Bethlem Royal Hospital William Hogarth

O Renascimento não trouxe benefícios aos doentes psíquicos, mas pelo contrário, exacerbou as práticas de perseguição e desrespeito. Três séculos mais tarde (no Iluminismo) os doentes mentais viviam ainda em condições de promiscuidade, mal alimentados e submetidos a maus tratos.
Alguns pensadores porém, trouxeram alguns avanços à psiquiatria durante a Idade Média. São Tomás de Aquino, influenciado por Aristóteles, dedicou-se ao estudo da psicologia, e criou o Tomismo, uma espécie de neoaristotelismo.
Já no período do Renascimento, Paracelso (1493-1541) advogava que a doença mental era uma perturbação da substância interna do corpo, o qual estava intimamente ligado à alma. Deveria-se então reforçar a capacidade do corpo para "curar a si próprio". Assim, Paracelso pode ser considerado como o primeiro psicoterapeuta.
Johann Weyer (1515-1588), médico holandês, escreveu o De Praestigiis Daemonum et Incantationibus ac Venificiis que postulava que as doenças mentais não eram sobrenaturais e que as feiticeiras precisavam ser tratadas como doentes psíquicos. Porém, estas foram manifestações racionais foram isoladas e apenas no final do século XVII notou-se maior interesse pela interpretação científica das "doenças do espírito".

## Racionalismo
O século XVII traz o tema da loucura em obras poéticas tais como Hamlet e Rei Lear de William Shakespeare, o Elogio da Loucura de Erasmo e Don Quixote de Cervantes. No mundo científico, Copérnico, Leonardo da Vinci, Galileu Galilei, René Descartes, Blaise Pascal e Isaac Newton revolucionavam as ciências naturais e o pensamento humano. Estas descobertas influenciaram decisivamente a evolução científico natural da medicina e também na própria psiquiatria.
Thomas Sydenham (1624-1689) foi o primeiro autor a descrever os efeitos dos opiáceos e realizou descrições sobre a coreia aguda, sobre a mania e a histeria.
Thomas Willis (1621-1675) foi um anatomista e neurologista e descreveu o Polígono de Willis, a paralisia geral (Sífilis) e a miastenia. Descreveu ainda alguns casos de jovens que na puberdade entravam em "estupidez", estado clínico que correspondia ou que veio ser designado por esquizofrenia.
Do ponto de vista assistencial, entretanto, os doentes continuavam marginalizados. Na França, os doentes mentais eram enviados para os dois hospitais gerais existentes: Salpetrière e Bicêtre, criados por Luís XIV em 1656.

## A Revolução Francesa e Philippe Pinel

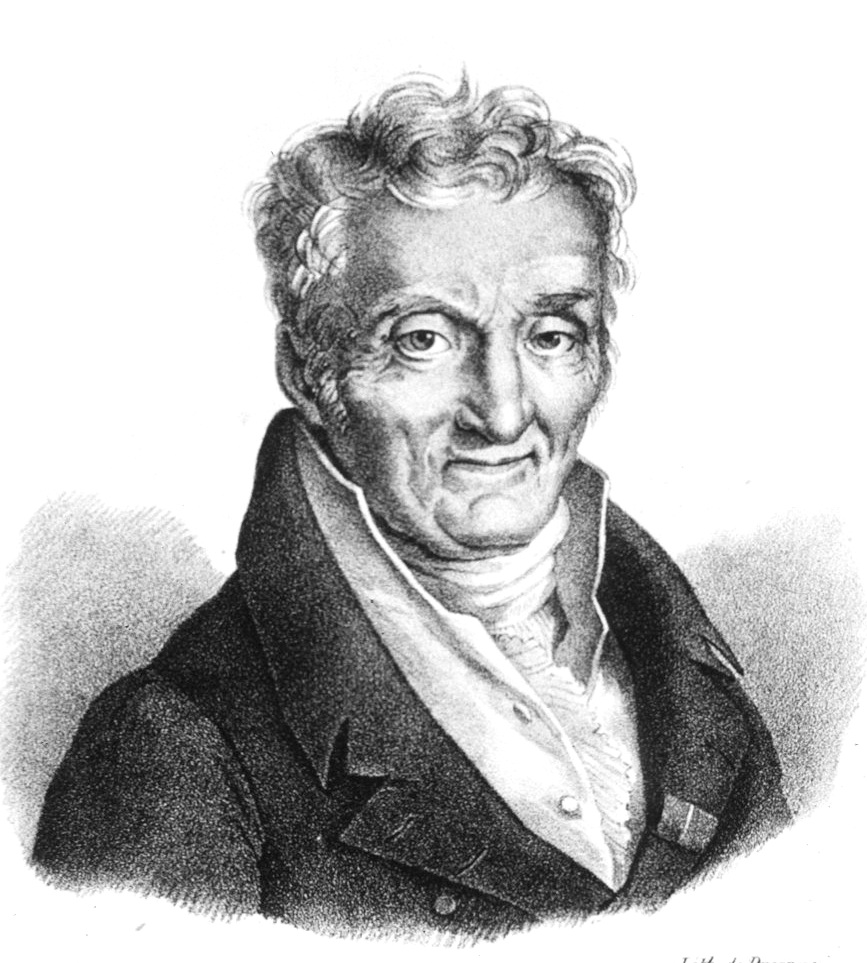
Philippe Pinel.

As ideias humanistas da Revolução Francesa combatendo a degradante conceção das doenças mentais tiveram seu ápice no gesto do médico francês Philippe Pinel (1745-1826). Pinel era diretor do manicômio de Bicêtre, nos arredores de Paris. Impressionado pelas condições sub-humanas conseguiu a 24 de maio de 1798 autorização da comuna revolucionária parisiense para libertar os asilados, muitos deles algemados há mais de 30 anos. As ideias de Pinel foram publicadas no seu Tratado médico-filosófico sobre a alienação mental, que pode ser considerado como o primeiro livro da psiquiatria moderna. Deve-se a Pinel a primeira tentativa séria de classificação das doenças mentais, que agrupou em quatro categorias: "manias" ou delírios gerais, "melancolias" ou "delírios exclusivos", "demências" e "idiotias". Seus estudos e reformas constituíram a Primeira revolução psiquiátrica, introduzindo os conceitos de moral e liberdade.
Uma outra hipótese indica ainda que estas ideias de Pinel tiveram a influência das práticas iniciadas por S. João de Deus no século XV no tratamento humano, mas, ao mesmo tempo, bastante vanguardista que este aplicava nos seus hospitais (separando já aqueles que acolhia por enfermidade, procurando edifícios com pátios interiores, etc).
O trabalho de Pinel teve larga repercussão e influenciou muitos em outros países, como William Tuke, um comerciante de chá que criou o primeiro retiro ou asilo humanizado nas proximidades de York, na Inglaterra.
No século do Iluminismo, muitas contribuições foram devidamente assinaladas como as de William Cullen (1712-1790), psiquiatra em Edimburgo que estabeleceu uma das primeiras classificações das doenças psíquicas com alguma base científica. Foi o criador do termo neurose (doença funcional ou sem patologia localizada).
A segunda metade do século XVIII é conhecida como Período da Psiquiatria Ilustrada. Foi uma etapa decisiva na maturação do pensamento científico psiquiátrico e a mais significativa figura foi sem dúvida Immanuel Kant (1724-1804) criador da filosofia transcendental.

## Romantismo e neurofisiologia

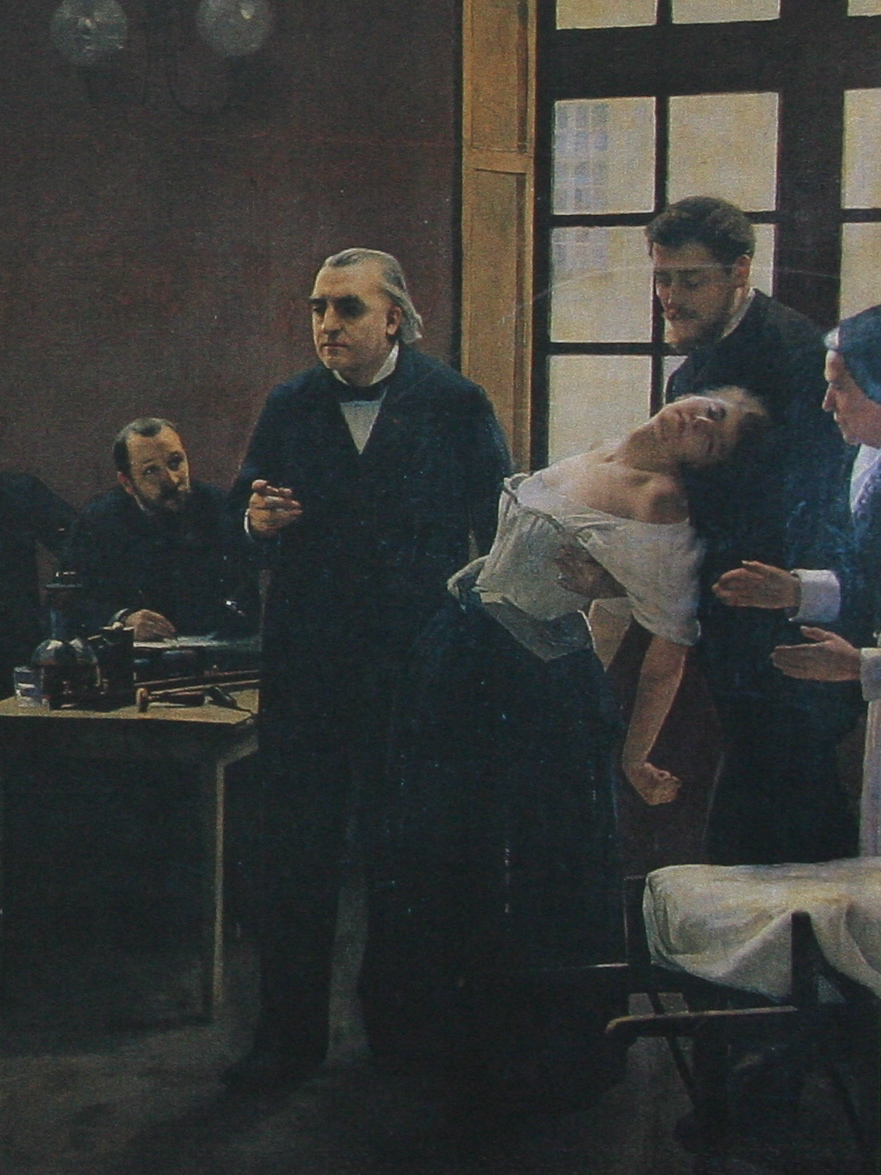
Jean-Martin Charcot dando uma aula.

Os conceitos introduzidos por Pinel constituíram o fermento das duas mais famosas escolas psiquiátricas dos séculos XIX e XX: A Escola Francesa de Psiquiatria e a Escola Alemã de Psiquiatria.
Na escola francesa, o estudo e a terapêutica das neuroses eram um terreno de grande disputa devido aos trabalhos do neurologista Jean-Martin Charcot (1825-1893) que se dedicou ao estudo da hipnose e da histeria. Charcot considerava que estes dois fenômenos eram devidos a uma debilidade orgânica do sistema nervoso. Esta concepção era combatida pela escola de Nancy que defendia a "natureza sugestiva" e não orgânica daqueles fenômenos. Ao lado de Charcot estava Pierre Janet, psiquiatra que criou para aquela debilidade orgânica o termo Psicastenia. Janet hipnotizou muitos doentes e descobriu que sob hipnose, estes podiam relembrar acontecimentos traumáticos e a rememoração poderia ajudar na cura. Esta técnica de "descarga emocional" foi descoberta e descrita quase ao mesmo tempo pela escola de Viena (Freud).
As ciências naturais influenciaram grandemente o pensamento psiquiátrico da época, especialmente os trabalhos de Charles Darwin e Louis Pasteur. As obras destes e vários outros autores constituem o início da Era Moderna da medicina. A maioria dos psiquiatras da segunda metade do século XIX passou a procurar uma causa orgânica para as doenças psíquicas e esclarecer relações histológicas objetivas entre elas.
Theodor Hermann Meynert e Carl Wernicke, neurologistas, dedicaram-se ao estudo do córtex e base do cérebro descobrindo relações associativas. Wernick realizou trabalhos sobre afasia e descobriu a dominância de um dos hemisférios cerebrais.
Alois Alzheimer e Arnold Pick engrandeceram o estudo histo e anatomopatológico das demências.
A partir destes conhecimentos surgem duas correntes teóricas divergentes na escola alemã, representadas por dois grandes nomes da psiquiatria: Emil Kraepelin e Sigmund Freud.
Kraepelin (1856-1926) estudava a psiquiatria "pesada" (psicoses e asilos) enquanto Freud (1856-1939) estudou a psiquiatria "ligeira" (neuroses e consultórios).
Kraepelin fez prevalecer os dados da observação clínica sobre os anátomo-patológicos. Com Freud, a biografia individual ganha importância e os fatores psicológicos adquiridos tem papel predominante na elaboração e valorização da doença.
Na Itália, o antropólogo Cesare Lombroso (1836-1909) criou importantes conceitos para a criminologia, como a "degenerescência psicológica" e tentou definir o "criminoso", o "louco" e o "atrasado mental".
Foram os trabalhos de autores como Charcot, Meinert, Wernicke, Alzheirmer e Pick que permitiram designar este período do século XIX como período áureo da neuropsiquiatria.

## Início do Século XX e a Psicoterapia
Além dos impactos no pensamento científico vindos dos cientistas, acrescentou-se outro, desta vez de conceções sociológicas revolucionárias do "materialismo histórico" elaboradas por Karl Marx e Friedrich Engels, que mudaram profundamente a estrutura das relações sociais.
A psiquiatria também foi influenciada pelo positivismo naturalista que caracterizou o final do século XIX e persistiu até a Primeira Guerra Mundial.
A descoberta do agente da Sífilis Treponema pallidum inclinou ainda mais intensamente a psiquiatria para uma orientação organicista. Entretanto, com a difusão das teorias freudianas, acentuou-se ainda mais a bipolarização conceitual da psiquiatria. Assim, no entreguerras a psiquiatria estava dividida entre duas teses inconciliáveis: uma de natureza organicista e outra de natureza psicologista, considerando os mecanismos emocionais perturbadores e as situações de conflito como principais causas das doenças mentais.
Na psiquiatria organicista, os estudos genéticos desenvolveram-se muito principalmente na Alemanha, onde foi criado o Institut für Erbforschung ou Instituto de Genética de Munique. Os trabalhos desenvolvidos lá comprovaram que diversas entidades nosográfica definidas pro Kraeplin (especialmente as psicoses endógenas) tinham base hereditária. Ernst Kretschmer (1888-1964) elaborou a "teoria de maturação biológica", na qual certas constelações psicofísicas (biotipo-personalidade-doença psíquica) são interpretadas na base de grandes círculos heredo-constitucionais.
Na psicanálise, autores que contribuíram para a sistematização e divulgação de conceitos psicanalíticos foram Adler, Jung, Melanie Klein e Sandor Ferenczi.
A dualidade psiquiátrica sofreu um grande abalo na Primeira Guerra Mundial. A incidência de quadros clínicos resultantes de situações emocionais causadas pela guerra causaram uma reação contra a "rigidez" das entidades clínicas propostas por Kraeplin e passou-se a defender a noção de síndrome. Síndromes são agrupamentos de sintomas que se observam associados e cuja causa é desconhecida ou de natureza múltipla.
Surgiram então psiquiatras que defendiam maior compromisso entre as teses e associavam teorias, como Eugen Bleuler (1857-1939), que exerceu grande influência na psiquiatria europeia sendo psiquiatra de formação organicista que aceitava a valorização motivacional dos acontecimentos psicológicos e sua participação na causalidade das doenças mentais. Em 1911 Bleuler criou o conceito Esquizofrenia, processo mórbido de cisão da personalidade para substituir o termo Demência precoce, criado por Bénédict Morel no século XIX e confirmado pro Kraeplin.
Os trabalhos de Ivan Pavlov com a descoberta do reflexo condicionado e das teorias da reflexologia favoreceram a contestação de não especificidade etiopatológica e etiológica das doenças psiquiátricas. Aceitava-se, nesta época o modelo médico mas também defendia-se que fatores psicogênicos e relações interpessoais poderiam causar descompensação psíquica. Na base dessa relação aparecia mais uma vez os próprios fundamentos da filosofia. Willy Mayer-Gross foi um entusiasta da fenomenologia no campo da psiquiatria, mas foram os trabalhos de Karl Jaspers, publicados em 1913 com o título Psicopatologia Geral os mais significativos. Jaspers estabeleceu uma síntese entre o pensamento filosófico e os conhecimentos psiquiátricos, elaborando uma metodologia sistemática para abordar as doenças mentais através de duas vias: o método explicativo (erklären) e o método compreensivo (versthehen).

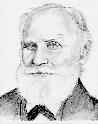
Ivan Pavlov

Kurt Schneider foi outro autor de grande repercussão ao contribuir para a sistematização nosográfica das entidades psiquiátricas e para a compreensão da esquizofrenia.
Quanto à terapêutica, a primeira tentativa de estender conhecimentos biofísicos foi feita por Julius von Wagner Jauregg, que utilizou a tratamento da malária nas manifestações psíquicas da sífilis. Com o isolamento da insulina em 1922, em 1933 aparecem as primeiras experiências de choque insulínico em doentes esquizofrênicos, feitas por Manfred Sakel. Também em 1933 foram conhecidos os efeitos terapêuticos das convulsões na esquizofrenia por Ladislau von Meduna.
Egas Moniz, em 1935, realizou as primeiras intervenções psicocirúrgicas na primeira lobotomia, ou psicocirurgia. A eletroconvulsoterapia foi utilizada pela primeira vez para fins terapêuticos em 1938.
Em 1952, Jean Delay e Pierre Deniker relataram os efeitos da clorpromazina em doentes psicóticos. Começou a revolução dos psicofármacos no tratamento das doenças psiquiátricas. A isso foi chamado Segunda Revolução Psiquiátrica.
A Terceira Revolução Psiquiátrica teve início nos anos 60, nos Estados Unidos da América, a partir da chamada antropologia cultural, constituindo-se num movimento de caráter preventivo (saúde mental). Este é um dos principais aspetos da psiquiatria americana de hoje.
Há que se destacar que existe, dentro da sociologia, todo um movimento antipsiquiátrico, tendo como um dos seus exemplos Foucault. Também existem correntes que acreditam que a loucura é, na verdade, uma criação dos psiquiatras a serviço de uma burguesia em ascensão. Outros autores acreditam que a sociedade burguesa se aliou à psiquiatria para resolver um grande problema: o que fazer dos indivíduos cujo comportamento era incompatível com a ordem proposta e ao mesmo tempo impossível de serem tratados como criminosos.

## Segunda metade do século XX
Este período trouxe a re-emergência da psiquiatria biológica. A Psicofarmacologia tornou-se parte integral da psiquiatria, iniciando-se com a descoberta do primeiro neurotransmissor por Otto Loewi, a acetilcolina.

A pesquisa de Otto Loewi levou à identificação do primeiro neurotransmissor, acetilcolina.

A Radiologia e diagnóstico por imagem foi primeiro utilizada como ferramenta pela psiquiatria nos anos de 1980. A descoberta da eficácia da clorpromazina no tratamento da esquizofrenia em 1952 revolucionou o tratamento da doença, assim como o carbonato de lítio revolucionou o tratamento da euforia e depressão no Transtorno bipolar em 1948.
Quando problemáticas psicossociais pareciam ser válidas, a psicoterapia parecia ser a "cura". Mais uma vez pensava-se que a genética tinha papel fundamental na doença mental.  Em 1995 genes que contribuem para a esquizofrenia foram identificados no cromossomo 6 e genes para o Transtorno bipolar nos cromossomos 18 e 21.

### Antipsiquiatria e desinstitucionalização
Com a introdução dos medicamentos psiquiátricos e o uso de exames laboratoriais na relação entre o psiquiatra e o paciente, a mudança da psiquiatria em ciência foi interpretada como falta de preocupação com o doente. Outros argumentavam que a psiquiatria constituía-se numa forma de controle social e exigiam que o internamento psiquiátrico fosse abolido, seguindo as ideias de Philippe Pinel. Diversos incidentes de abuso por parte de psiquiatras ocorreram durante regimes totalitários, como parte do sistema de controle político, com algum abuso presente ainda nos dias de hoje. Exemplos históricos de abuso  na psiquiatria ocorreram na Alemanha nazista , na União Soviética sob Psikhushka, e no regime de apartheid na África do Sul.
A eletroconvulsoterapia (ECT) era especialmente um tratamento que a antipsiquiatria queria eliminado. O movimento alegava que a ECT causava danos ao cérebro e que era utilizada como ferramenta para impor disciplina. Enquanto não há provas de que a ECT causa lesões no cérebro, houve relatos de incidentes isolados nos quais a ECT era utilizada como ameaça para manter os pacientes "na linha"." A pressão do movimento antipsiquiátrico e da ideologia do tratamento em Comunidade Terapêutica levou à implementação da política de desinstitucionalização.  Os profissionais de saúde mental redefiniram o tratamento como um processo no qual os pacientes seriam recolocados na comunidade e participariam de atividades de vida diária, enquanto vivendo em uma atmosfera terapêutica.
Entretanto, atualmente a eletroconvulsoterapia (ECT) é técnica empregada para casos especialmente selecionados (dada a gravidade do quadro) e tem indicações bastante específicas como, por exemplo, em depressões graves e com risco de suicídio ou desnutrição que não responde à farmocoterapia e psicoterapia, esquizofrenia refratária com comportamentos de risco ou no transtorno bipolar do humor de difícil estabilização e com impacto danoso na vida do paciente. A aplicação da ECT é feita em ambiente hospitalar, havendo prévio consentimento esclarecido pelo paciente e/ou familiares, realizado sob anestesia e com atenção na recuperação pós-anestésica que é rápida e simples.